# Systoechus subulinus
Systoechus subulinus är en tvåvingeart som beskrevs av Wray Merrill Bowden 1964. Systoechus subulinus ingår i släktet Systoechus och familjen svävflugor.
Artens utbredningsområde är Ghana. Inga underarter finns listade i Catalogue of Life.